# Stenness (Orcadi)
Stenness è un villaggio e parrocchia su Mainland, nelle isole Orcadi in Scozia. Contiene diversi monumenti preistorici rilevanti, tra cui le Pietre erette di Stenness e il Cerchio di Brodgar.

## Etimologia
In norreno Steinnes o Steinsnes significa "promontorio" o "penisola" di pietra.

## Geografia
La parrocchia di Stenness tocca l'estremità meridionale del Loch di Stenness, e anche alcune pietre erette. Confina ad ovest con l'emissario del loch, e con un ramo del Hoy Sound, ed è politicamente unito con Firth.